# Паламарчук, Валерий Витальевич
Валерий Витальевич Паламарчук (11 августа 1963, Львов) — советский и украинский футболист, вратарь, украинский футбольный тренер.

## Биография
Воспитанник футбольной школы киевского «Динамо», первый тренер — А. Ф. Бышовец. Обладатель «Кубка надежды» (1980), победитель турнира «Переправа» (1981). Взрослую карьеру начал в 1981 году в составе винницкой «Нивы» во второй лиге, затем некоторое время выступал за дубль киевского «Динамо».
Участник футбольного турнира Спартакиады народов СССР 1983 года в составе юношеской сборной Украинской ССР (4-е место). В составе юношеской (до 19 лет) сборной СССР — участник молодёжного чемпионата мира 1983 года.
В ходе сезона 1983 года перешёл в одесский «Черноморец», за его основную команду дебютировал 5 июля 1983 года в матче высшей лиги против донецкого «Шахтера» (0:2), заменил в перерыве Юрия Роменского и за оставшееся время не пропустил голов. Этот матч остался для него единственным за одесситов в рамках высшей лиги, также вратарь сыграл в матче 1/4 финала Кубка СССР 2 марта 1984 года против московского «Динамо» (1:3), после чего покинул команду.
В 1984—1985 годах выступал во второй лиге за киевских армейцев, затем провёл два сезона в первой лиге за «Колос» (Никополь), где был основным вратарём.
В начале 1988 года перешёл в минское «Динамо», в его составе сыграл один матч в высшей лиге, 30 июня 1988 года против «Днепра» (0:1). Также провёл 6 матчей за минчан в Кубке Федерации.
В последние годы до распада СССР выступал в низших лигах за «Судостроитель» (Николаев) и «Карпаты» (Львов), но не был в этих клубах игроком основы. В первой половине 1990-х годов несколько лет играл в Польше. Также выступал в первой лиге Украины за «Металлург» (Никополь) и «Верес» (Ровно).
Сезон 1998 года провёл в высшей лиге Белоруссии за «Торпедо-Кадино» (Могилёв), сыграв 23 матча. По окончании сезона завершил профессиональную карьеру.
Помимо большого футбола, играл в мини-футбол за киевские клубы «Адамас» и «Интеркас».
Тренерскую карьеру начал в 1999 году в штабе белорусского «Торпедо-Кадино» в качестве тренера вратарей. Позднее занимал такую же должность в юношеских и молодёжных сборных Украины и в ряде клубов — «Черноморец» (Одесса), «Оболонь-Бровар».
В 2018—2019 годах работал главным тренером сборной Украины среди девушек (до 17 лет). В апреле 2019 года возглавил молодёжную (до 19 лет) женскую сборную Украины.